# Alabina occidentalis
Alabina occidentalis is een slakkensoort uit de familie van de Cerithiidae. De wetenschappelijke naam van de soort is voor het eerst geldig gepubliceerd in 1894 door Hemphill.